# 生駒純司
生駒 純司（いこま じゅんじ、1970年4月8日 - ）は、日本の総合格闘家。大阪府東大阪市出身。修斗GYMS直心会主宰。元修斗世界ストロー級王者。

## 来歴
柔道を学び、2001年にプロ総合格闘技デビュー。
2004年7月16日、修斗で漆谷康宏と対戦し、0-3の判定負けを喫した。
2005年1月29日、修斗世界バンタム級（56kg）王者マモルとノンタイトル戦で対戦し、0-3の判定負けを喫した。
2006年11月10日、修斗で漆谷康宏と再戦し、0-3の判定負けを喫した。
2011年4月29日、修斗世界フライ級（52kg）王座決定戦で猿丸ジュンジと対戦し、3-0の判定勝ちを収め王座獲得に成功した。
2011年11月5日、修斗世界フライ級タイトルマッチで挑戦者の山上幹臣と対戦し、左ストレートでKO負けを喫し王座陥落した。
2012年4月1日、修斗でオニボウズと対戦し、スリーパーホールドで一本負け。試合後に引退を表明した。

## 戦績
| 総合格闘技 戦績 | 総合格闘技 戦績 | 総合格闘技 戦績 | 総合格闘技 戦績 | 総合格闘技 戦績 | 総合格闘技 戦績 | 総合格闘技 戦績 |
| --------------- | --------------- | --------------- | --------------- | --------------- | --------------- | --------------- |
| 34 試合         | (T)KO           | 一本            | 判定            | その他          | 引き分け        | 無効試合        |
| 14 勝           | 1               | 9               | 4               | 0               | 6               | 0               |
| 14 敗           | 3               | 2               | 9               | 0               | 6               | 0               |

| 勝敗 | 対戦相手         | 試合結果                           | 大会名                                                                     | 開催年月日     |
| ×    | オニボウズ       | 2R 1:13 スリーパーホールド         | 修斗 BORDER -season 4- first                                               | 2012年4月1日   |
| ×    | 山上幹臣         | 1R 0:41 KO（左ストレート）         | SHOOTO the SHOOT 2011 【修斗世界フライ級タイトルマッチ】                   | 2011年11月5日  |
| ○    | 猿丸ジュンジ     | 5分3R終了 判定3-0                  | 修斗伝承 2011 【修斗世界フライ級王座決定戦】                               | 2011年4月29日  |
| △    | ヒートたけし     | 5分3R終了 判定1-0                  | 修斗 BORDER -season 3- 「春雷」                                            | 2011年4月3日   |
| ○    | 増田"BULL"徹平   | 1R 2:12 三角絞め                   | 修斗 BORDER -season 2- 「不動」                                            | 2010年12月26日 |
| △    | ATCHアナーキー   | 5分3R終了 判定1-1                  | 修斗 SHOOTO GIG WEST 12                                                    | 2010年9月26日  |
| ×    | 田原しんぺー     | 3R 3:31 KO（パウンド）             | 修斗 BORDER -season 2- 「波動」                                            | 2010年3月28日  |
| ×    | GoZo             | 2R 3:49 腕ひしぎ十字固め           | 修斗 BORDER -season 1- 「激突」                                            | 2009年10月4日  |
| ×    | 神酒龍一         | 5分3R終了 判定0-3                  | 修斗 SHOOTING DISCO 8 〜We are Tarzan!〜                                   | 2009年4月10日  |
| ○    | 北原史寛         | 5分2R終了 判定2-0                  | 修斗 BORDER -season 1- 「勃発」                                            | 2009年3月8日   |
| △    | 森卓也           | 5分3R終了 判定1-1                  | 修斗 SHOOTO GIG NORTH Vol.3                                                | 2008年11月22日 |
| ○    | 下川雄生         | 1R 2:23 三角絞め                   | 修斗                                                                       | 2008年10月13日 |
| △    | 秋本じん         | 5分3R終了 判定1-1                  | 修斗 SHOOTING DISCO 5 アース ウィンド アンド ファイター 〜大地と風と戦士〜 | 2008年6月21日  |
| △    | 秋本じん         | 5分3R終了 判定1-0                  | 修斗 BACK TO OUR ROOTS 07                                                  | 2008年1月26日  |
| ×    | 正城ユウキ       | 5分2R終了 判定0-3                  | 修斗 SHOOTING DISCO 3 〜エブリバディー ファイト ナウ〜                     | 2007年10月20日 |
| ○    | 赤木敏倫         | 5分2R終了 判定2-1                  | 修斗 BATTLE MIX TOKYO 02                                                   | 2007年3月30日  |
| ×    | 漆谷康宏         | 5分3R終了 判定0-3                  | 修斗                                                                       | 2006年11月10日 |
| ×    | 阿部マサトシ     | 1R 2:06 TKO（目の負傷）            | 修斗                                                                       | 2006年7月21日  |
| ○    | 高橋大児         | 3R 3:50 三角絞め                   | 修斗                                                                       | 2006年3月24日  |
| ○    | 吉岡広明         | 3R 1:36 スリーパーホールド         | 修斗 & キック 総額100万円争奪 東西対抗戦                                   | 2005年5月8日   |
| ×    | マモル           | 5分3R終了 判定0-3                  | 修斗                                                                       | 2005年1月29日  |
| ○    | 久保山誉         | 1R 3:57 TKO（カット）              | 修斗 THE ROOKIE TOURNAMENT 2004 FINAL                                      | 2004年11月25日 |
| ×    | 漆谷康宏         | 5分3R終了 判定0-3                  | 修斗                                                                       | 2004年7月16日  |
| ○    | 村田一着         | 2R 1:16 三角絞め                   | 修斗 & KAKUMEI SHOWDOWN BATTLE                                             | 2004年4月11日  |
| ×    | ホブソン・モウラ | 5分3R終了 判定0-3                  | 修斗                                                                       | 2003年12月14日 |
| ○    | 廣野剛康         | 5分3R終了 判定3-0                  | 修斗 下北沢修斗劇場 第7弾 〜若大将は誰だ!〜                                | 2003年10月31日 |
| ○    | 吉岡広明         | 2R 3:26 スリーパーホールド         | 修斗 世界三大チャンピオンシップ                                            | 2003年8月10日  |
| △    | 阿部マサトシ     | 5分2R終了 判定0-1                  | 修斗                                                                       | 2003年5月4日   |
| ○    | 端智弘           | 1R 3:20 チキンウィングアームロック | 修斗                                                                       | 2003年3月18日  |
| ○    | 赤木康洋         | 1R 4:41 スリーパーホールド         | 修斗 SHOOTO GIG CENTRAL Vol.2                                              | 2002年10月6日  |
| ×    | 阿部マサトシ     | 5分2R終了 判定0-2                  | 修斗 TREASURE HUNT 08 【新人王トーナメント バンタム級 準決勝】             | 2002年7月19日  |
| ○    | 石井俊光         | 1R 2:35 チキンウィングアームロック | 修斗 TREASURE HUNT 02 【新人王トーナメント バンタム級 1回戦】              | 2002年1月25日  |
| ×    | 端智弘           | 5分2R終了 判定0-3                  | 修斗 SHOOTO GIG WEST 2001-02                                               | 2001年9月23日  |
| ×    | 久保山誉         | 5分2R終了 判定0-3                  | 修斗 SHOOTO TO THE TOP                                                     | 2001年6月30日  |

## 獲得タイトル
- 西日本アマチュア修斗オープントーナメント フェザー級 優勝（2000年）
- 第3回中部アマチュア修斗オープントーナメント バンタム級 優勝（2001年）
- 第2代修斗世界フライ級王座（2011年）